# Theebus

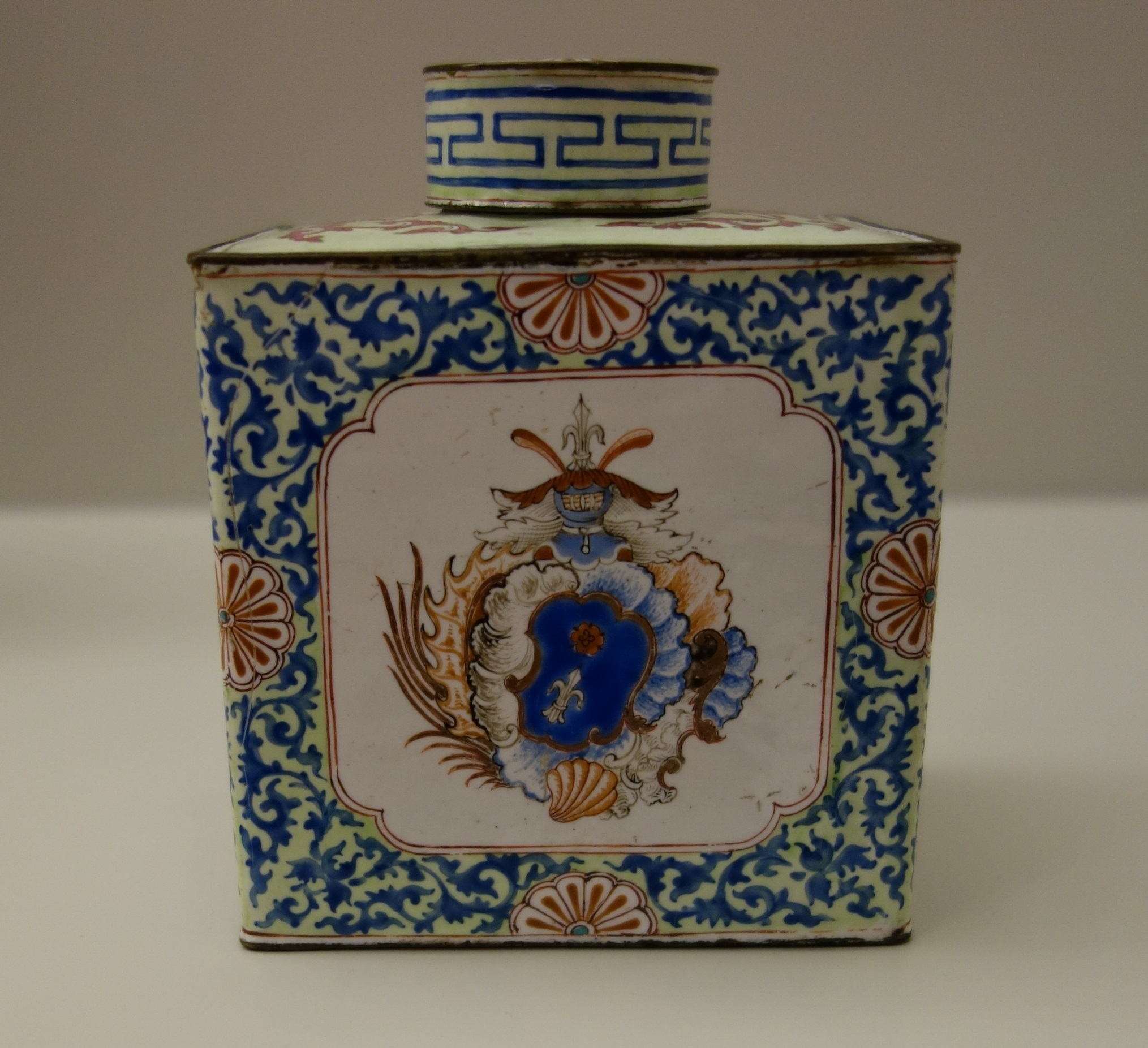
Theebus met het wapen van de familie De Wendt. email op koper.

Een theebus is een voorraaddoos of bus om thee in te bewaren. De thee kan zowel los als in zakjes in de theebus bewaard worden. Een opvolger van de oude theebus is de moderne theedoos, waarin theezakjes bewaard kunnen worden.
Oudere theebussen bestaan vaak uit een doos met daarin twee aparte doosje en daartussen een glas of schaaltje. De thee werd dan uit de twee kleine doosjes geschept en in het glaasje of schaaltje gemengd. Dit was ook een essentieel onderdeel van het uitserveren van de thee.
Hierna kon de thee in een theepot of -glas met heet water overgoten worden. Een andere mogelijkheid voor het mengen van melanges was het bezit van meerdere theebussen, waarvan er dan één diende om de juiste melange te kunnen mengen.
Andere oude theebussen werden alleen gebruikt om de thee in te bewaren. De kwaliteit van thee vermindert snel wanneer de bladeren worden blootgesteld aan lucht en daglicht. Om deze reden werd de thee bij voorkeur in afgesloten kistjes of blikken bewaard. Omdat thee voor de jaren 1800 duur was (en dus als luxegoed gold), werden er vaak versierde zilveren of porseleinen theebussen voor gemaakt. Hierbij werden soms de familiewapens op de theebussen aangebracht om de rijkdom van de familie te tonen.

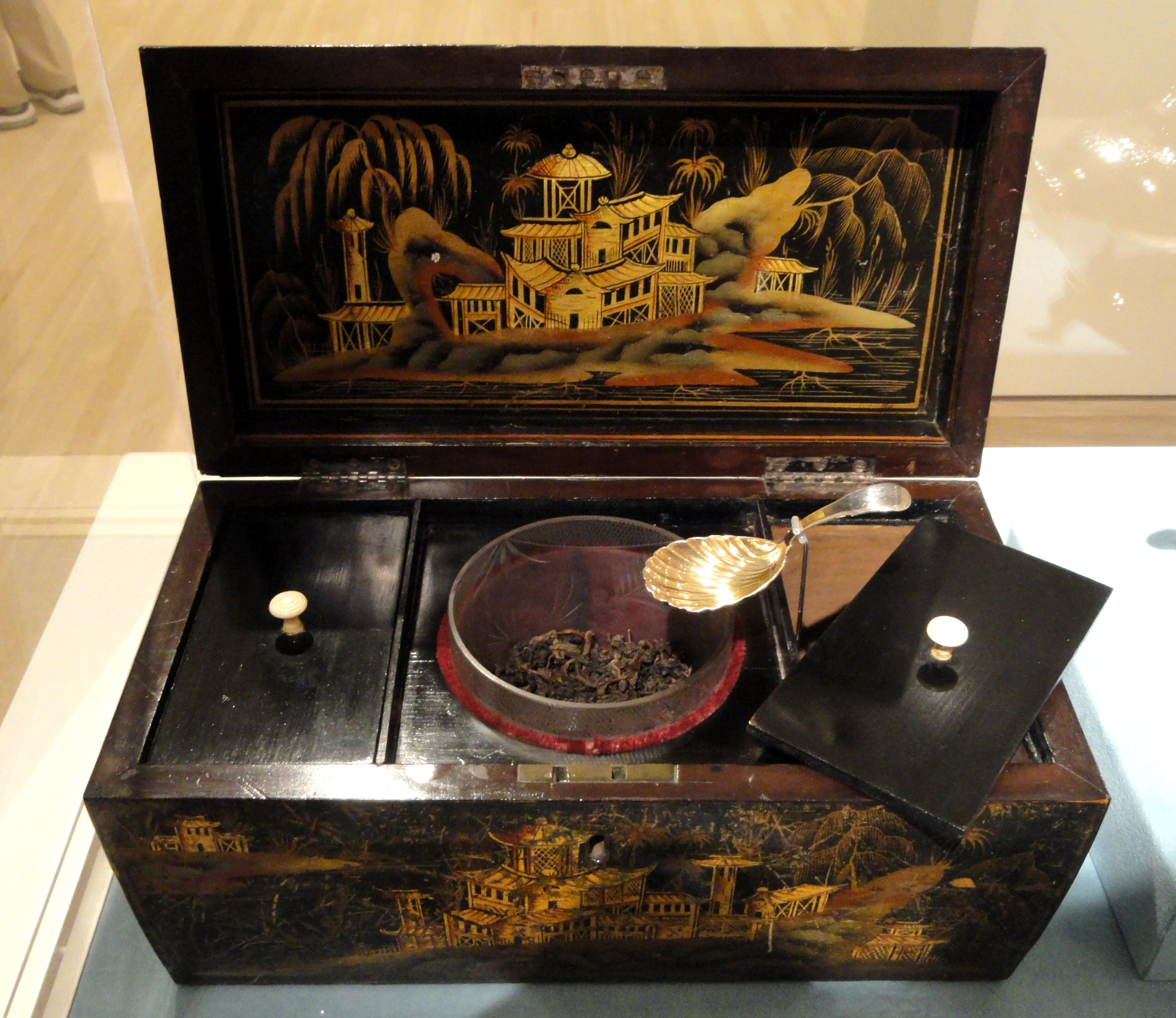
Theebus met lepel en mengglas
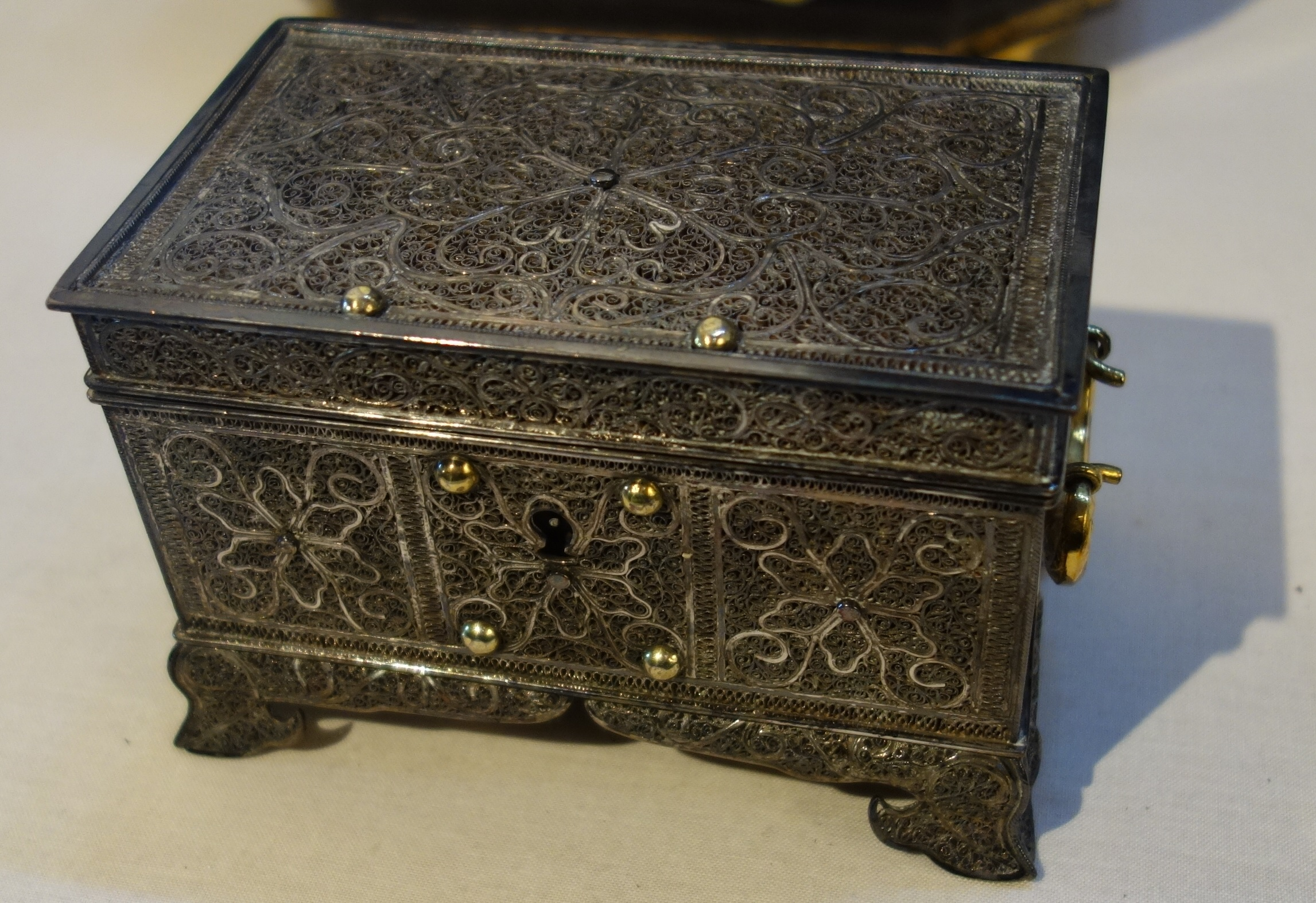
Zilveren theebus van filigrain in het Westfries Museum
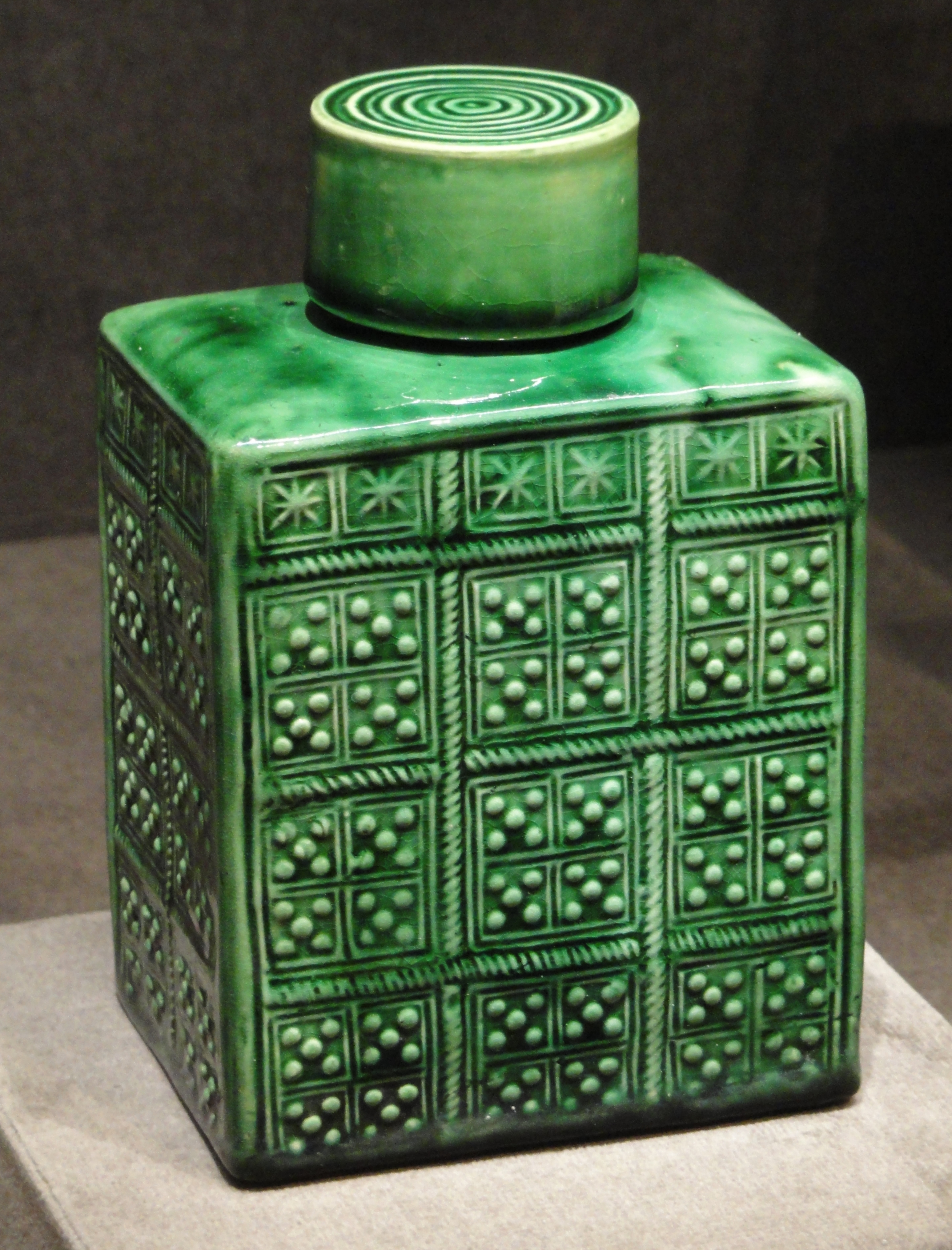
Theebus van keramiek
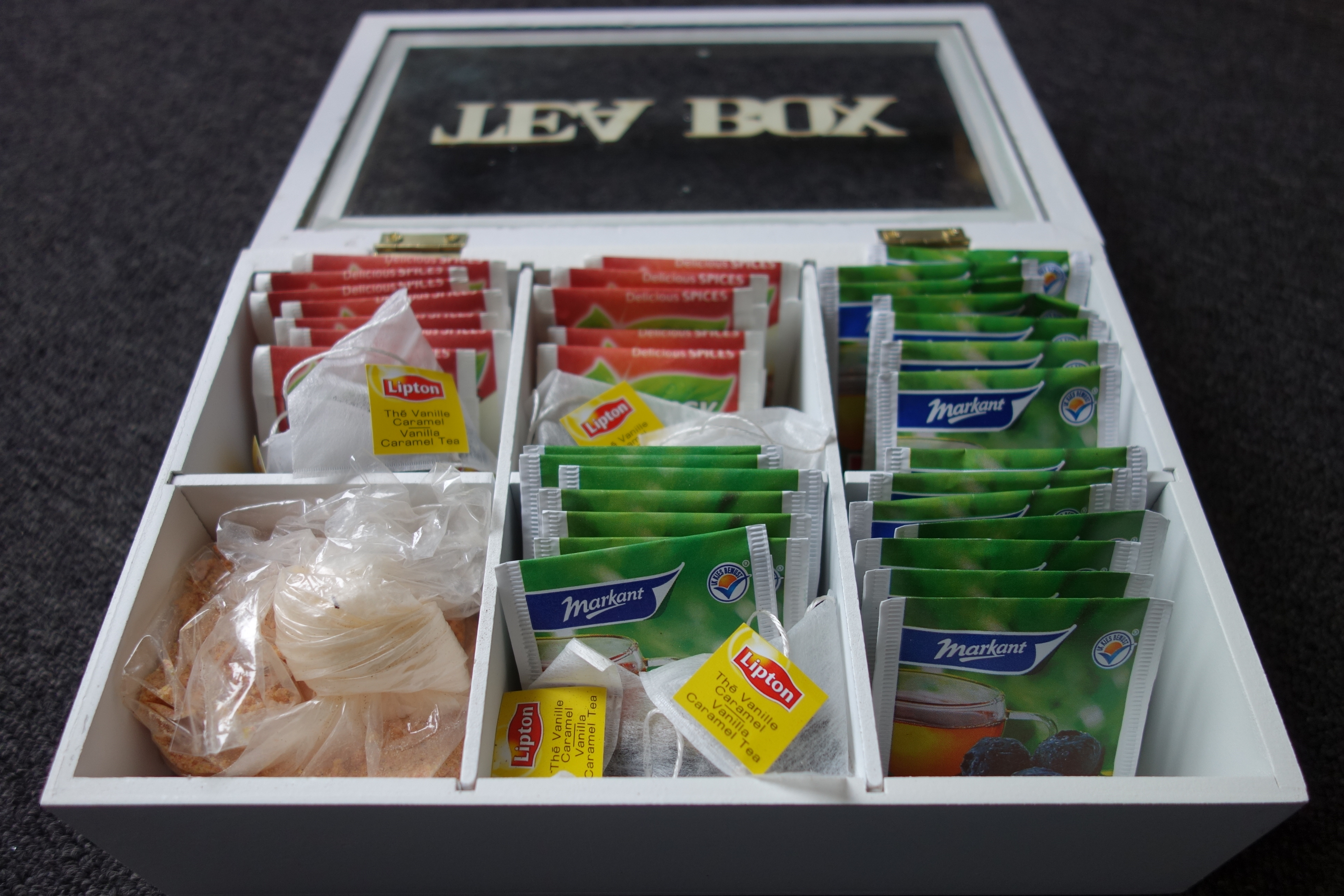
Opengeslagen theedoos